# 험버 장갑차

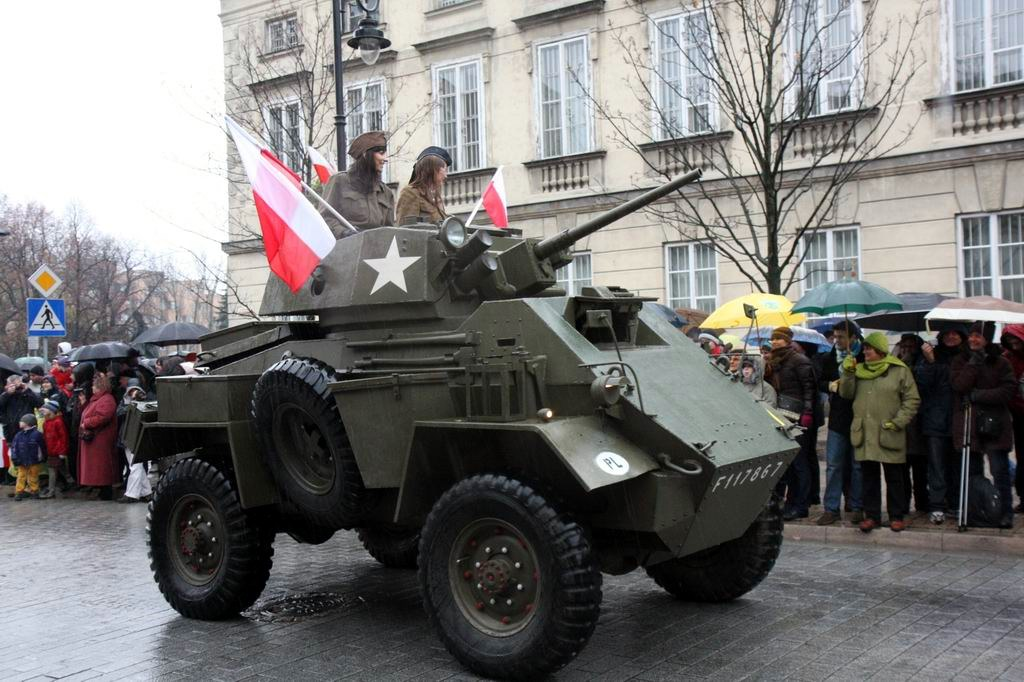

험버 장갑차(Humber Armoured Car)는 제2차 세계대전 당시 가장 널리 생산된 영국 장갑차 중 하나였다. 이 차량은 험버 경정찰차(Humber Light Reconnaissance Car)를 보완했으며 전쟁이 끝날 때까지 계속 사용되었다.

## 종류
- Mark I
- Mark II
- Mark II OP
- Mark III
- Mark III "Rear Link"
- Mark IV
- AA Mark I

## 이전 운용국

### 제2차 세계 대전
- 인도 제국
- 캐나다
- 이탈리아
- 포르투갈
- 영국

### 전후
- 미얀마
- 실론 자치령
- 키프로스
- 덴마크
- 이집트
- 인도
- 멕시코
- 네덜란드
- 인도네시아
- 이라크 왕국